# Christine Taylor
Christine Joan Taylor (Allentown, 31 juli 1971) is een Amerikaans televisie- en filmactrice.

## Levensloop
Taylor maakte haar debuut op televisie in de komedieserie Hey Dude, waarin ze van 1989 tot 1991 meer dan zestig afleveringen Melody Hanson speelde. In 1993 verscheen ze voor het eerst op het witte doek, in zowel Calendar Girl als Showdown.
Taylor speelde naast vaste tv- en filmrollen een noemenswaardig aantal eenmalige gastrolletjes in verschillende televisieseries. Zo verscheen ze in onder meer Dallas, Life Goes On, Saved by the Bell, Blossom, Caroline in the City, Murphy Brown, Seinfeld, Spin City en My Name Is Earl.
Taylor was van 2000 tot 2017 getrouwd met acteur Ben Stiller. Ze werden in 2002 de ouders van een dochter en in 2005 van een zoon. Ze speelden samen in onder meer Zoolander, DodgeBall: A True Underdog Story en Tropic Thunder.

## Filmografie

### Film
*Exclusief televisiefilms
- Friendsgiving (2020)
- Little Boxes (2016)
- Zoolander 2 (2016)
- The First Time (2012)
- Tropic Thunder (2008)
- License to Wed (2007)
- Kabluey (2007)
- Dedication (2007)
- Room 6 (2006)
- The First Year's a Bitch (2004)
- DodgeBall: A True Underdog Story (2004)
- Zoolander (2001)
- Kiss Toledo Goodbye (1999)
- Desperate But Not Serious (1999)
- Overnight Delivery (1998)
- The Wedding Singer (1998)
- Denial (1998)
- Campfire Tales (1997)
- Cat Swallows Parakeet and Speaks! (1996)
- A Very Brady Sequel (1996)
- The Craft (1996)
- The Brady Bunch Movie (1995)
- Breaking Free (1995)
- Night of the Demons 2 (1994)
- Showdown (1993)
- Calendar Girl (1993)

### Televisie
*Exclusief eenmalige gastrollen
- Friends - Bonnie (1997, drie afleveringen)
- Party Girl - Mary (1996, vier afleveringen)
- Hey Dude - Melody Hanson (1989-1991, 62 afleveringen)